# 해구형 지진

섭입대의 모식도. 메가스러스트 단층은 위에 얹혀지는 판과 접촉하는 섭입대의 판 상단에 있다.

해구형 지진(海溝型地震, 영어: Trench type earthquake), 영어권에서는 비슷한 명칭으로 메가스러스트 지진(영어: Megathrust earthquakes)은 판 사이의 수렴 경계, 그 중에서도 섭입대에서 일어나는 스러스트 단층 지진을 의미한다. 판 경계에서 일어나는 이 지진은 매우 강력하기 때문에 보통 모멘트 규모 M9.0을 넘는다. 또한 지구상에서 규모 9 이상의 초거대지진이 가능한 유일한 곳이기도 하다.
1900년대 이래로 M9.0 이상의 모든 초거대지진이 해구형 지진이었기 때문에, 보통 해구형 지진중 모멘트 규모가 큰 강한 지진을 거대지진(巨大地震)으로 묶어 부르기도 한다. 대표적인 거대지진으로 2011년 규모 M9.1의 도호쿠 지방 태평양 해역 지진이 있다.

## 발생 원리
영어권에서 자주 쓰이는 해구형 지진의 "메가스러스트"(megathrust)란 순다 메가스러스트같이 섭입대를 따라 판 경계면에서 형성되는 거대한 규모의 충상단층을 의미한다. 하지만 메가스러스트라고 해서 반드시 해양판과 대륙판의 섭입으로만 이루어지는 것은 아니고, 히말라야산맥 메가스러스트처럼 대륙판끼리의 충돌 지역에서도 발생할 수 있다. 메가스러스트 단층은 1,000 km 길이로까지 이어질 수 있다.
충상단층(스러스트 단층)이란 역단층의 일종으로 단층 위의 지층이 단층 아래의 지층과 비교해 위로 올라 탄 형태이다. 충상단층은 단층 위의 지층이 아래쪽으로 이동하는 정단층이나 단층 한 쪽의 지층이 다른 쪽과 비교하여 수평으로만 이동하는 주향이동단층과는 구분된다. 충상단층의 단층 각도는 일반적으로 45도 이하의 매우 낮은 각도로 다른 평범한 역단층과 큰 차이점이 있으며 단층의 변위길이도 매우 길다. 충상단층은 사실상 단층 위의 지층이 단층 아래의 지층 위로 올라타 얹혀져 있는 모양이다. 충상단층은 지각이 지구조적인 힘으로 압축되는 지역에서 볼 수 있다.
메가스러스트 단층은 두 지각판과 해양판이 충돌하는 곳에서 볼 수 있다. 두 판 중 하나가 해양판 암석권이라면 그 해양판은 다른 판 아래로 밑으로 내려가면서 슬래브(Slab) 형태로 지구의 맨틀로 가라앉으며 해구를 형성한다. 두 판이 충돌한 접촉면은 침강하는 슬래브판을 기준으로 위에 얹혀진 가벼운 판의 암석이 위쪽으로 이동하는 메가스러스트 단층이 된다. 메가스러스트 단층을 따라 마찰이 일어나면 두 판이 서로 아래로 침강하다가 두 판의 왜곡이 쌓인다. 왜곡이 쌓이다 축적된 변형에너지를 방출하기 위해 판이 갑자기 움직이면서 단층이 파열될 때 메가스러스트 지진이 일어난다.

## 발생과 특성
메가스러스트 지진은 대부분 지질학적인 섭입대에 국한해서 일어나며 절대 다수는 태평양과 인도양에 있다. 이런 거대한 섭입대는 거대한 지진을 일으킬 뿐 아니라 환태평양 조산대(불의 고리)에 있는 여러 화산 활동을 일으키기도 한다.
거대 섭입대와 관련된 지진은 해저 지형에 변형을 가하기 때문에 종종 거대한 쓰나미 파도를 만들어낸다. 섭입대의 지진은 최대 3-5분 넘게 지속될 정도로 오랜 시간 강한 흔들림과 지반 운동을 일으킬 수도 있다.
인도양 지역에서는 인도-오스트레일리아판이 유라시아판 아래로 섭입하는 섭입대인 순다 메가스러스트가 미얀마, 수마트라섬, 자와섬, 발리섬, 오스트레일리아 서북부 해안에 이르기까지 약 5,500 km 길이로 이어져 있다. 순다 섭입대는 모멘트 규모 Mw9.1-9.3의 2004년 인도양 지진해일을 일으켰다.
일본에서는 필리핀해판이 유라시아판 아래로 섭입하는 난카이 해곡에서 일어나는 섭입대 지진이 난카이 해곡 거대지진과 거대한 쓰나미를 일으키고 있다. 또한 태평양판이 유라시아판 아래로 섭입하는 일본 해구에서 거대한 산리쿠 해역 지진이 주기적으로 일어나고 있다.
북아메리카에서는 북아메리카판 아래로 섭입하는 후안데푸카판이 밴쿠버섬 중앙부에서 캐나다 브리티시컬럼비아주, 미국 워싱턴주를 지나 캘리포니아주 북부까지 이어지는 캐스케이디아 섭입대를 형성하고 있다. 캐스케이디아 섭입대는 규모 M8.7-9.3의 1700년 캐스케이디아 지진을 일으켰다. 또한 태평양판이 북아메리카판 아래로 섭입하는 미국 알래스카주 본토에서 알류샨 열도까지 이어지는 알류샨 해구에서는 역사상 수많은 지진과 쓰나미가 일어났다. 대표적인 지진으로 북아메리카에서 가장 강하고 세계에서 두 번째로 큰 지진이자 태평양 전역에 닥친 쓰나미를 일으킨 규모 M9.2의 1964년 알래스카 지진이 있다.
세계에서 가장 강한 지진인 규모 M9.4-9.6의 1960년 발디비아 지진은 나스카판이 남아메리카판 아래로 침강하는 페루-칠레 해구에서 일어난 지진이다. 페루-칠레 해구의 메가스러스트 지진은 주기적으로 초거대지진을 일으켰으며 2010년에도 규모 M8.8의 칠레 지진을 일으켰다.
2016년 발표된 연구에서는 매우 거대한 규모의 메가스러스트 지진은 매우 얉은 깊이로 침강한 슬래브, 이른바 평판 슬래브 섭입과 깊은 관계가 있는 것으로 밝혀졌다. 비슷한 규모의 다른 지진과 비교했을 때 메가스러스트 지진은 지진 지속 시간이 더 길고 단층 파열 속도도 더 느리다. 거대한 메가스러스트 지진은 두꺼운 퇴적물이 쌓인 섭입대에서 일어나며, 암석 위에 두껍게 쌓인 퇴적물 덕분에 단층 파열이 막히지 않고 먼 거리까지 쭉 이어진다.

## 같이 보기
- 지진 목록

## 참고 문헌
- Gutscher, M.-A.; Baptista, M.A.; Miranda, J.M. (2006). “The Gibraltar Arc seismogenic zone (part 2): Constraints on a shallow east dipping fault plane source for the 1755 Lisbon earthquake provided by tsunami modeling and seismic intensity”. 《Tectonophysics》 426 (1–2): 153–166. Bibcode:2006Tectp.426..153G. doi:10.1016/j.tecto.2006.02.025. ISSN 0040-1951.